# Mi Sơn

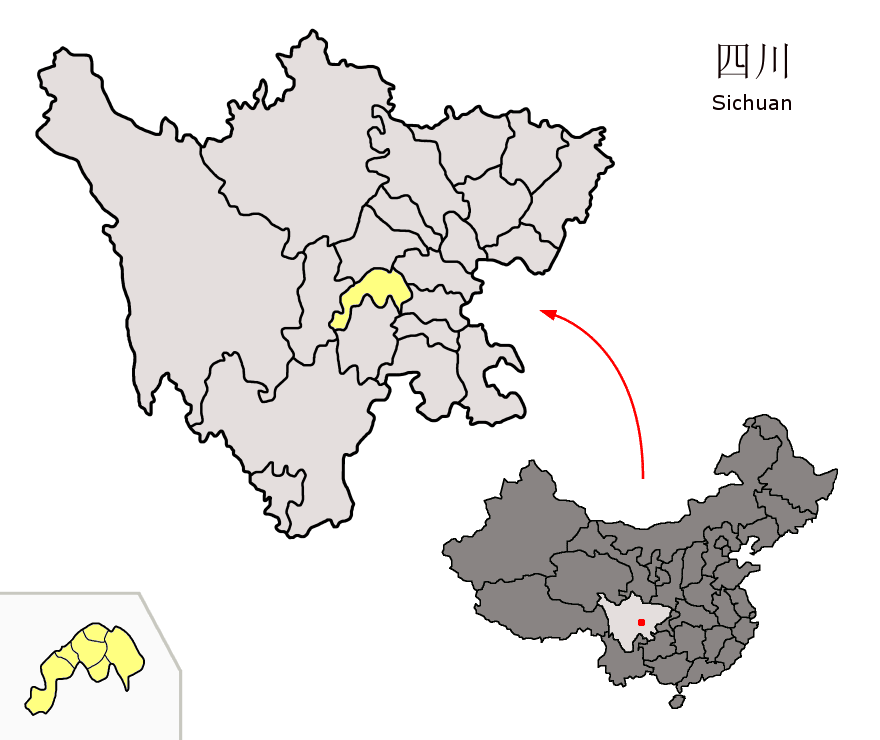
Vị trí của Mi Sơn (màu vàng) trong bản đồ tỉnh Tứ Xuyên

Mi Sơn (眉山市), trước đây gọi là Mi Châu (眉州) là một địa cấp thị thuộc tỉnh Tứ Xuyên, Cộng hòa Nhân dân Trung Hoa, dân số hơn 100.000 người.

## Các đơn vị hành chính
Địa cấp thị Mi Sơn quản lý các đơn vị cấp huyện sau:

### Các quận nội thành
Các quận:
- Đông Pha 东坡区
- Bành Sơn 彭山区

### Các huyện
Các huyện
- Nhân Thọ 仁寿县
- Hồng Nhã 洪雅县
- Đan Lăng 丹棱县
- Thanh Thần 青神县